# Anneau de défense extérieur de Londres

L'anneau de défense extérieur de Londres était une ceinture défensive construite autour de Londres au début de la Seconde Guerre mondiale. Il a été conçu comme un moyen de défense contre une invasion allemande, et faisait partie d'un réseau national de « lignes d'arrêt » similaires.

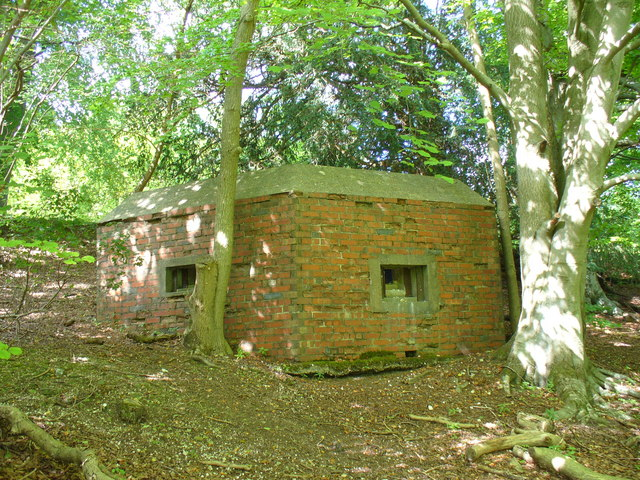
Une casemate dans la partie sud de l'Anneau de défense, dans le Surrey.

En juin 1940, sous la direction du général Edmund Ironside, des anneaux concentriques constitués de défenses anti-chars et de casemates ont été construits dans et autour de Londres. Ils comprenaient : La London Inner Keep, la ligne d'arrêt intérieure de Londres (ligne C), la ligne d'arrêt centrale de Londres (ligne B) et la ligne d'arrêt extérieure de Londres (Ligne A). La ligne d'arrêt extérieure de Londres était la plus forte et la mieux développée d'entre elles, principalement parce qu'elle pouvait être construite en rase campagne. Le travail sur toutes les lignes a été interrompu des semaines plus tard par le successeur d'Ironside, le général Alan Brooke, qui était favorable à une guerre de mouvement par rapport à une défense statique.
L'anneau utilisait un mélange de cours d'eau naturels et de fossés artificiels de 6 m de large et 4 m de profondeur, encerclant complètement Londres.
Au nord de Londres, l'anneau suivait un chemin similaire à l'autoroute actuelle M25, de Watford, suivant à la rivière Colne, par Potters Bar, Cuffley, Nazeing, puis vers le sud à travers Epping Forest, Loughton et Chigwell. Plusieurs casemates et dispositifs anti-chars sont encore visibles en certains points le long de l'anneau, mais dans la majorité des lieux le fossé n'est plus visible, recouvert par l'autoroute M25 ou les faubourgs de Londres.